# Porte des Anglais de Sore
Pour les articles homonymes, voir Porte des Anglais.
La porte des Anglais se situe sur la commune de Sore, dans le département français des Landes. Ancienne porte de ville, datée de la 2e moitié du XIIIe siècle, elle est inscrite aux monuments historiques par arrêté du 7 octobre 1992.

## Présentation
La porte des Anglais est construite en garluche. Sur sa clef de voûte est sculpté un chrisme. Elle est en face du moulin à eau. Elle est le dernier vestige des fortifications de la ville de Sore, ancienne possession des seigneurs d'Albret, qui entreprennent semble-t-il vers 1270-1280 une campagne de rénovation de plusieurs de leurs forteresses dans la région.
Il existait deux autres portes de ce type à Sore qui ont aujourd'hui disparu, l'une à l'est du plateau, l'autre en face de l'hospice.